# Айвор Річард
Айвор Сьюард Річард, барон Річард (англ. Ivor Seward Richard, Baron Richard; 30 травня 1932, Кармартеншир, Уельс — 18 березня 2018) — британський політик-лейборист.
Входив до Таємної ради Великої Британії.

## Життєпис
Навчався у Пембрук-коледжі Оксфорда, де вивчав юриспруденцію.
У 1964–1974 роках член Палати громад.
У 1974–1979 роках постійний представник Великої Британії при ООН.
У 1981–1985 роках член Європейської комісії (Європейський комісар) від Великої Британії.
У 1992–1998 роках лідер лейбористів у Палаті лордів.
У 1997–1998 роках лідер Палати лордів і Лорд-хранитель Малої печатки.